# 周相 (嘉靖癸未進士)
周相（1497年—？），字大卿，號莓厓、又号莓崖，浙江寧波府鄞縣人，軍籍，明朝政治人物。

## 生平
嘉靖元年（1522年）壬午科浙江鄉試第十五名舉人，二年（1523年）中式癸未科會試第六十七名，三甲第六十四名進士。授臨川縣知縣，七年（1528年）正月升河南道監察御史，三月靈寶縣奏報黃河清五十里，詔遣太常往祀，周相上疏請罷祭告，下詔獄並被廷杖，謫韶州府經歷，八年（1529年）六月升東鄉縣知縣，十一年（1532年）升南昌府同知，升江西按察司僉事，十七年（1538年）三月升廣東布政使司右參政，十九年調河南左參議。二十八年（1549年）十二月以考察致仕，三十五年（1556年）十二月獲工部尚書趙文華舉薦，起復原職，升廣東按察使、四川左布政使，四十二年（1563年）四月任都察院右副都御史、巡撫江西，四十四年（1565年）六月致仕歸里。

## 家族
曾祖周瑀；祖父周性；父周欽，母郁氏。具慶下。兄周模，弟周植、周槐。從子周汝觀，萬曆四年舉人，雲南按察司副使。